# Henri Gaudin
Henri Gaudin (París, 25 de septiembre de 1933-5 de marzo de 2021) fue un arquitecto francés. Entre otras edificaciones, es conocido por el estadio Charléty de París, la Escuela Normal Superior de Lyon o por la reestructuración del museo Guimet. Fue profesor en la Escuela Nacional Superior de Arquitectura Versalles.

## Biografía
Henri Gaudin, nacido en París en 1933, se crio en La Rochelle. Abandonó una temprana ilusión por la marina para ingresar en la Escuela de Bellas Artes de París. Tras la obtención de su diploma, trabajó en el despacho de Harrison y Abramovitz en Estados Unidos.
De regreso a Francia, recibió elogios por un proyecto en Maurepas (1975 - 1981) y un nuevo desarrollo urbano a Saint-Quentin-en-Yvelines. Destacó su apego al concepto de « calle » de la ciudad medieval.
Otros trabajos como el de Évry-Courcouronnes (1982-1985) o el del número 44 de la calle Ménilmontant de París (1983-1986) le dieron la fama. Al finalizar los años 1980, comenzó a recibir grandes encargos de construcciones públicas como las de la ciudad de Amiens, de la Universidad de Picardía (1993) o la reordenación del Estadio Charléty de París, cuya primera fase se terminó en 1994 y que ejecutó junto a su hijo Bruno Gaudin.

## Distinciones
- 1994 : Medalla de Oro de la Academia de arquitectura francesa.
- 1994 : Premio Équerre d'argent junto a su hijo Bruno Gaudin por el Estadio Charléty de París.[4]
- 1989 : Gran premio nacional de arquitectura (rechazado).
- 1986 : Premio Équerre d'argent por sus viviendas en calle Émile-Roux de Évry (Essonne).

## Proyectos ejecutados
2015 - Ciudad de la música y de la danza, Soissons
2008 - Archivos diplomáticos, la Courneuve
2005 - Ciudad de la música y de la danza, Estrasburgo
2003 - Grand Théâtre, Lorient
2003 - Conservatorio y mediateca, Vincennes
2003 - Palacio de Justicia, Besanzón
2003 - Mediateca, Sotteville-lès-Rouen
2003 - Sede de la CNASEA - Limoges
2000 - Museo Guimet, París
2000 - Escuela Normal Superior de Lyon
1996 - Facultad de Derecho, Douai
1994 - Maison du sport français, París
1993 - Universidad Julio Verne en Picardía, Amiens
1992 - Maison du sport français et bureaux olympiques, París
1989 - Ampliación del ayuntamiento, Saint-Denis
1989 - Centro de los Archivos de París
1987 - Collège Tandou, París
1973 - Escuela maternal y primaria, Souppes-sur-Loing

## Publicaciones
- Hors les murs, essai, (2012) aux éditions Nicolas Chaudun ISBN 978-2350391199
- Considérations sur l'espace (2003) aux éditions du Rocher ISBN 978-2268048390
- Naissance d'une forme (2001) aux éditions Norma ISBN 978-2909283647
- Seuil et d'ailleurs (1992) aux éditions du demi-cercle ISBN 978-2910735869
- La cabane et le labyrinthe (1984) aux éditions Mardaga ISBN 978-2870097267